# Grünling (Pilz)
Der Grünling (Tricholoma equestre) ist eine Pilzart aus der Familie der Ritterlingsverwandten (Tricholomataceae), der früher oft als Speisepilz gesammelt und auf den Märkten angeboten wurde. Nachdem der Pilz in Frankreich über einen Zeitraum von mehreren Jahren bei insgesamt 12 Personen eine Muskelschwäche (Rhabdomyolyse) teils mit tödlichem Ausgang (3 Todesfälle) verursacht hatte, wird vom Verzehr abgeraten. Hierbei muss jedoch darauf hingewiesen werden, dass alle erkrankten Personen ausnahmslos über mehrere Tage hinweg täglich üppige Grünlingsmahlzeiten zu sich genommen hatten. In Deutschland sind im Zusammenhang mit dem Verzehr von Grünlingen bisher 6 Fälle von unspezifischen Magen- und Darmbeschwerden über die letzten Jahrzehnte hinweg bekannt geworden. Daher wird das Gesundheitsrisiko beim Verzehr von Grünlingen auch vom Bundesinstitut für Risikobewertung (BfR) als eher gering eingeschätzt (siehe Zitat im Abschnitt Toxikologie) und nur vorbeugend der Verzicht empfohlen.
Der Grünling fällt in Deutschland unter die Bundesartenschutzverordnung.
Die Art wurde von der Deutschen Gesellschaft für Mykologie zum Pilz des Jahres 2021 ernannt.

## Merkmale

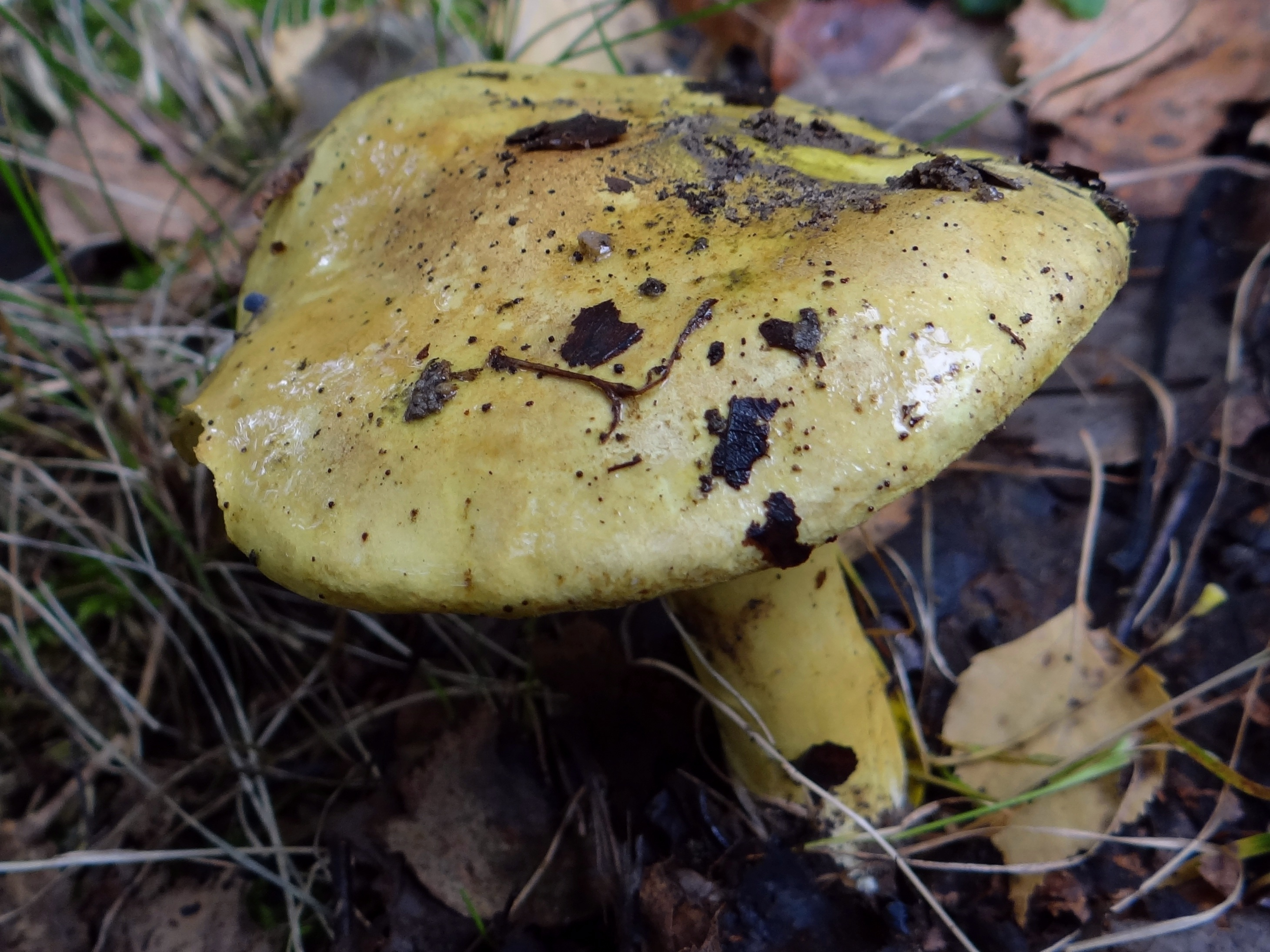
Grünling (Tricholoma equestre) von oben gesehen

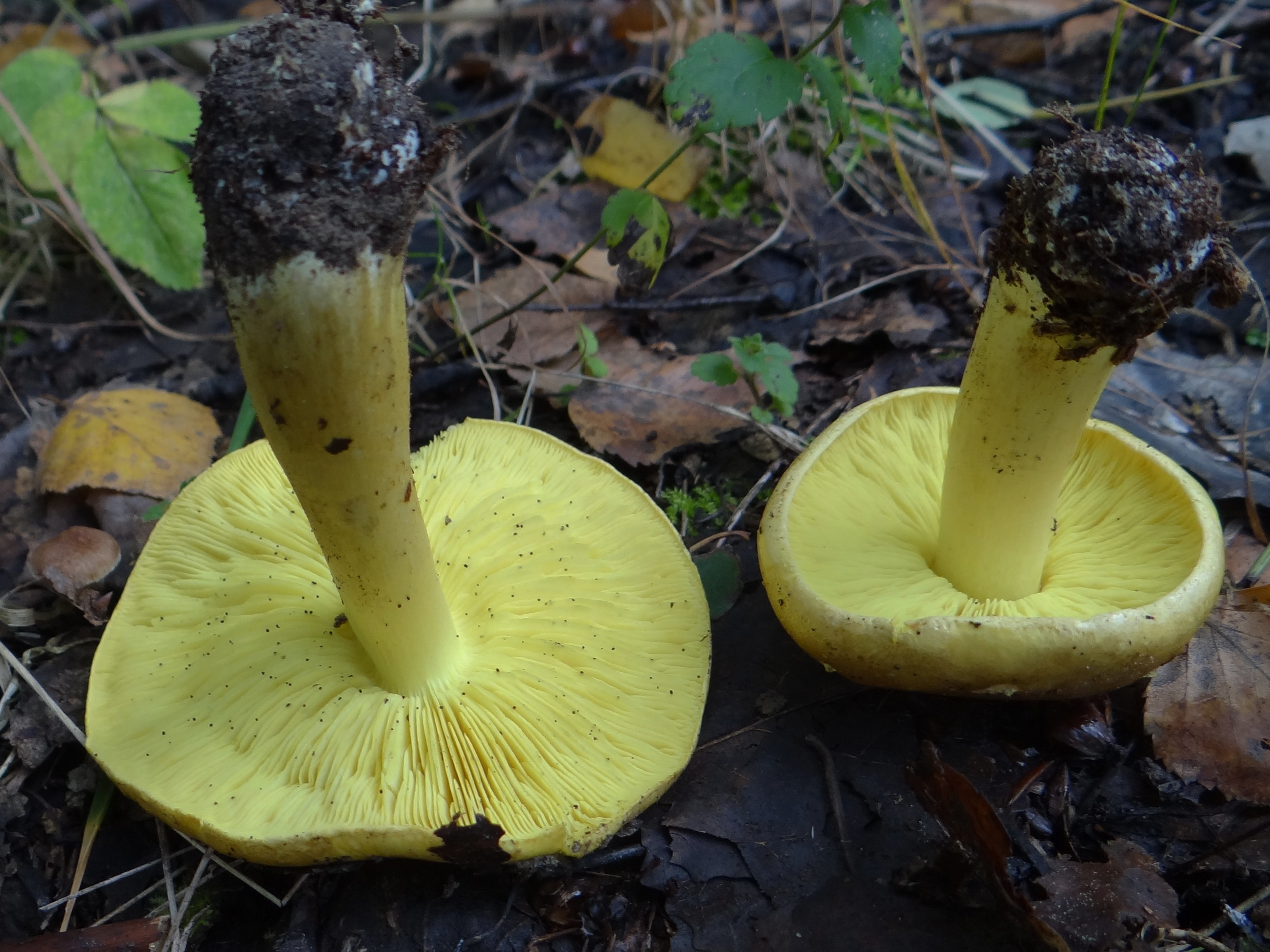
Lamellen des Grünlings (Tricholoma equestre)

### Makroskopie
Der etwas schmierige, in der Hutmitte gerne angedrückt feinschuppige Hut wird zwischen 4 und 13 Zentimeter breit, ist erst konisch bis halbkugelig, später nur noch abgeflacht und wenig konvex bis ein wenig niedergedrückt. Manchmal bildet der Hut auch einen breiten Buckel in der Hutmitte aus. Junge Hüte sind zitronengelb bis blass chromgelb gefärbt, später wird der Hut dunkler, honiggelb bis bräunlichgelb, häufig dann mit angedrückten, orangebraunen bis umberbraunen Schüppchen. Die Huthaut ist schmierig und mit anliegenden Schuppen besetzt.
Die mäßig eng stehenden, ausgebuchteten Lamellen sind blass chromgelblich bis blassgelb gefärbt. Die Schneide ist glatt, nicht auffallend gesägt oder schartig.
Der Stiel kann bis zu 10 Zentimeter lang und 2,5 cm dick werden und ist im Bereich der Stielspitze weißlich, schwefelgelblich bis blass gelb, zur Stielbasis hin deutlicher und etwas dunkler chrom- bis schwefelgelblich gefärbt. Die Stielbasis kann bisweilen violettliche Töne aufweisen. Das Basismyzel ist weiß bis nur blassgelblich.
Das Fleisch ist weiß bis blassgelb, insbesondere unter der Huthaut. Geruch und Geschmack sind mehlartig.
Das Sporenpulver ist weiß.

### Anatomie
Die farblos-hyalinen, inamyloiden, glatten, ellipsoiden Sporen messen 5,7–9,5 × 3,5-6,0 µm (im Durchschnitt 6,8–8,3 × 4,2–5,2 µm). Der Länge-Breite-Qutient der Sporen liegt hierbei zwischen 1,1 und 2,0, im Durchschnitt zwischen 1,5 und 1,6.
Die Basidien sind meist viersporig und sind 25–40 × 6–10 µm groß. Sie haben keine Basalschnalle.
Schnallen fehlen in allen Geflechten.

## Artabgrenzung
Der Grünling ist Teil eines komplizierten Artenkomplexes. Genetisch können mehrere Arten differenziert werden, die aber morphologisch-anatomisch im Moment nur zum Teil nachvollzogen werden und dementsprechend noch nicht beschrieben wurden. Aus dem Komplex bereits beschriebene Arten sind beispielsweise Tricholoma frondosae, Tricholoma chrysophyllum und Tricholoma ulvenii.
Tricholoma frondosae unterscheidet sich durch intensivere gelbe bis olivliche Farbtöne, einen schlankeren Habitus, stärker ausgeprägte Hutschüppchen und das bevorzugte, aber nicht ausschließliche Vorkommen unter Pappeln – hierbei auf nährstoffreicheren Böden, während der Grünling nur in sehr nährstoffarmen Habitaten zu finden ist.
Tricholoma chrysophyllum wurde aus Spanien als Begleiter der Steineiche beschrieben. Diese Art unterscheidet sich neben der Ökologie vor allem anhand der etwas schuppigen Stieloberfläche und des deutlicher oliv und des stärker ausgeprägt schuppigen Hutes.
Tricholoma ulvenii wurde anhand der blasser zitronengelben Farben und Unterschieden bezüglich der mikroskopischen Merkmale wie etwas kleineren Sporen und breiteren Hyphen der Lamellentrama als eigenständige Art beschrieben. Zumindest in Nordeuropa lassen sich anhand der ITS-Region der DNA solche Aufsammlungen nicht vom Grünling unterscheiden.
Früher wurden auch Tricholoma flavovirens und Tricholoma auratum als eigenständige Arten angesehen bzw. der Grünling in diese beiden Arten aufgetrennt. Diese Namen werden im Moment aber nicht mehr angewendet. Hierfür bedarf es erst einer Aufarbeitung des gesamten Komplexes mit den genetisch unterscheidbaren, kryptischen Arten, um zu entscheiden, ob man diesen historischen Namen auch erkennbare Arten zuordnen kann.
Außerhalb des Grünlings-Formenkreises ist nur der Gallige Ritterling (Tricholoma aestuans) makroskopisch sehr ähnlich. Er unterscheidet sich aber durch die mehr konische Hutform und den auffallend scharfen Geschmack.
Der zumindest auch Gelbtöne zeigende, giftige Schwefelritterling (Tricholoma sulphureum) lässt sich neben den auffallend entfernt stehenden Lamellen insbesondere anhand seines sehr starken und auffälligen Geruchs nach Leuchtgas leicht direkt im Feld unterschieden. Der Grüngelbe Ritterling (Tricholoma sejunctum) hat weißliche Lamellen.

## Ökologie und Verbreitung
Der Grünling im engen Sinn ist vorwiegend auf sehr nährstoffarmen Böden bei Kiefern anzutreffen.
Der Grünling ist in Europa weit verbreitet und kann im passenden Habitat lokal häufig auftreten.

## Toxikologie
Der Grünling galt bis zur Veröffentlichung einer französischen Studie im Jahr 2001 als essbar. Die darin enthaltenen wissenschaftlichen Erkenntnisse zeigten, dass der Grünling von der Liste der Speisepilze gestrichen werden sollte. Denn der Pilz hatte bei mehreren Personen eine als Tricholoma-equestre-Syndrom beschriebene Muskelschwäche (Rhabdomyolyse) ausgelöst, die in einigen Fällen tödlich endete. In Frankreich erkrankten zwischen 1992 und 2000 zwölf Menschen nach dem Verzehr des Grünlings, von denen drei an den Folgen der Vergiftung verstarben. Aus angegebener Quelle:

„Forschungsergebnisse französischer Wissenschaftler deuten darauf hin, dass der Pilz bei bestimmten empfindlichen Menschen eine Rhabdomyolyse auslösen kann. Es besteht der Verdacht eines direkten Muskeltoxins in Tricholoma equestre, das möglicherweise bei einer genetischen Empfindlichkeit wirksam wird, wenn eine bestimmte Aufnahmemenge überschritten wird wie beispielsweise nach wiederholten Pilzmahlzeiten.“

Im Jahr 2010 empfahl eine deutsche Krankenkasse den Lesern ihrer Mitgliederzeitschrift irrtümlich den Grünling als „essbar“. Der Irrtum wurde später richtiggestellt und die Kasse warnte ausdrücklich vor dem Verzehr des Pilzes. Die etwa 1,6 Millionen Mitglieder der Krankenkasse erhielten per Post einen entsprechenden Warnhinweis.

„Gleichwohl schätzt das BfR das Gesundheitsrisiko im Vergleich zum Verzehr von anderen Pilzsorten, die ebenfalls Unverträglichkeitsreaktionen hervorrufen können, eher gering ein. Die vorbeugende Empfehlung des BgVV, auf den Verzehr des Grünlings zu verzichten, hält das BfR aber aufrecht.“